# 노천초등학교
노천초등학교는 강원특별자치도 홍천군 영귀미면 노천리에 있는 공립 대안초등학교이다.

## 역사
- 1935년 5월 2일: 속초공립보통학교 부설 간이학교 인가
- 1945년 9월 30일: 노천국민학교 승격 개교
- 1953년 11월 6일: 화방분교장 설치
- 1994년 3월 1일: 화방분교장 통폐합
- 1996년 3월 1일: 노천초등학교로 개칭
- 2009년 3월 1일: 속초초등학교 노천분교로 편입
- 2010년 2월 12일: 제75회 졸업식
- 2017년 2월 28일: 폐교[1]
- 2019년 3월 1일: 노천초등학교 첫 개교
- 2020년 6월 : 80명개학
- 2020년 7월 28일 : 방학식
- 2020년 8월 18일 : 온라인 개학식